# André Lomami
André Lomami (* 6. August 1987) ist ein Fußballspieler aus Ruanda, der aktuell für den Erstligisten Gorilla FC Kigali spielt.

## Karriere

### Verein
Nachdem der Stürmer von 2004 bis 2009 für verschiedene Vereine in Ruanda gespielt hatte, wechselte er anschließend für ein halbes Jahr zum KF Shkëndija nach Mazedonien. Dort absolvierte er fünf Ligaspiele, schoss dabei ein Tor und wurde am Ende der Saison Meister. Seit 2011 spielt er wieder in seiner Heimat, aktuell für Gorilla FC Kigali.

### Nationalmannschaft
Lomami spielte 2006 und 2009 in Freundschaftsspielen jeweils einmal für die Ruandische Fußballnationalmannschaft und erzielte dabei einen Treffer.

## Erfolge
- Ruandischer Meister: 2005, 2006, 2007, 2008
- Ruandischer Pokalsieger: 2006, 2007, 2009
- Ruandischer Torschützenkönig: 2006 (13 Tore)
- CECAFA Club Cup: 2007, 2009
- Mazedonischer Meister: 2011

## Persönliches
Andrés Bruder Jean (* 1982) ist auch ehemaliger Nationalspieler Ruandas (23 Spiele/10 Tore) und spielte wie ein weiterer Bruder, Marcel (* 1985), ebenfalls in der höchsten Liga des Landes.